# Allgemeine Deutsche Biographie
Всео́бщая неме́цкая биогра́фия (нем. Allgemeine Deutsche Biographie, сокращённо — ADB) — немецкая биографическая энциклопедия в 56 томах, выходившая в 1875—1912 годах (переиздана в 1967—1971 годах).

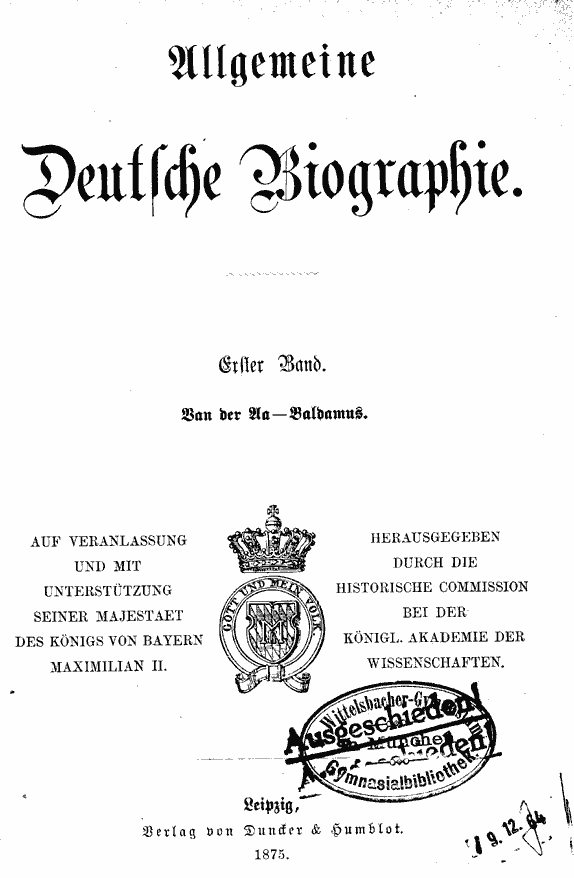
Титульный лист 1-го тома ADB

## История издания
В 1858 году в Баварской академии наук возникла идея создать биографический справочник знаменитых немецких деятелей, однако из-за недостатка средств эта идея не была реализована.
В 1868 году, по просьбе Леопольда фон Ранке, проект был возобновлён и основной объём работы по организации сбора материалов и написания статей был возложен на барона Рохуса фон Лилиенкрона, его ближайшим помощником и ведущим редактором стал Франц Ксавер фон Вегеле.
Энциклопедия предназначалась для научного и общего использования. Было решено отобрать биографии людей, которые проявили себя на различном поприще в немецкоязычных странах.
Энциклопедия издавалась Исторической комиссией Баварской академии наук, под редакцией барона Рохуса фон Лилиенкрона, напечатана в лейпцигском издательстве «Duncker & Humblot». Всего в энциклопедию включены биографии около 26 500 персоналий, получивших известность в немецкоязычных странах и умерших до 1900 года (включая Нидерланды до 1648 года). Было издано 45 основных томов, 10 дополнительных и один том составили указатели.

## Содержание по томам
1. Van der Aa — Baldamus. 1875
2. Balde — Bode. 1875
3. Bode — von Carlowitz. 1876
4. Carmer — Deck. 1876
5. Von der Decken — Ekkehart. 1877
6. Elben — Fickler. 1877

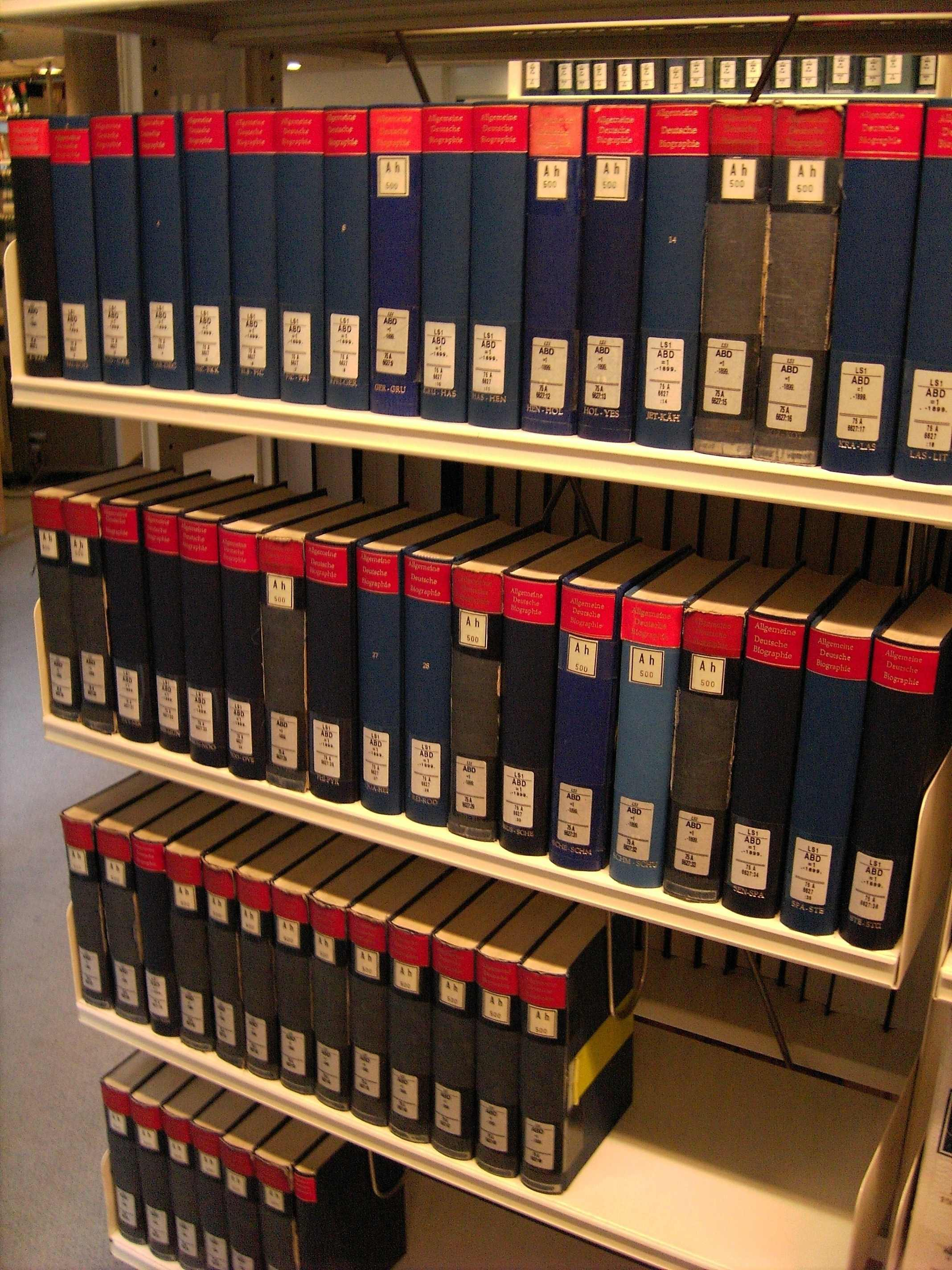
Вид полного комплекта ADB издания 1967—1971 годов

7. Ficquelmont — Friedrich Wilhelm III. von Sachsen-Altenburg. 1878
8. Friedrich I. von Sachsen-Altenburg — Gering. 1878
9. Geringswald — Gruber. 1879
10. Gruber — Hassencamp. 1879
11. Hassenpflug — Hensel. 1880
12. Hensel — Holste. 1880
13. Holstein — Jesup. 1881
14. Jetzer — Kähler. 1881
15. Kähler — Kircheisen. 1882
16. Kircher — v. Kotzebue. 1882
17. Krabbe — Lassota. 1883
18. Lassus — Litschower. 1883
19. v. Littrow — Lysura. 1884
20. Maaß — Kaiser Maximilian II. 1884
21. Kurfürst Maximilian I. — Mirus. 1885
22. Mirus — v. Münchhausen. 1885
23. v. Münchhausen — v. Noorden. 1886
24. van Noort — Ovelacker. 1887
25. Ovens — Philipp. 1887
26. Philipp (III.) von Hessen — Pyrker. 1888
27. Quad — Reinald. 1888
28. Reinbeck — Rodbertus. 1889
29. v. Rodde — v. Ruesch. 1889
30. v. Rusdorf — Scheller. 1890
31. Scheller — Karl Schmidt. 1890
32. Karl v. Schmidt — G. E. Schulze. 1891
33. Hermann Schulze — G. Semper. 1891
34. Senckenberg — Spaignart. 1892
35. Spalatin — Steinmar. 1893
36. Steinmetz — Stürenburg. 1893
37. Sturm (Sturmi) — Thiemo. 1894
38. Thienemann — Tunicius. 1894
39. Tunner — de Vins. 1895
40. Vinstingen — Walram. 1896
41. Walram — Werdmüller. 1896
42. Werenfels — Wilhelm d. Jüngere, Herzog zu Braunschweig und Lüneburg. 1897
43. Wilhelm d. Jüngere, Herzog zu Braunschweig und Lüneburg — Wölfelin. 1898
44. Günzelin von Wolfenbüttel — Zeis. 1898
45. Zeisberger — Zyrl; Дополнения: v. Abendroth — Anderssen. 1900
46. Дополнения: Graf J. Andrassy — Fürst Otto von Bismarck. 1902
47. Дополнения: v. Bismarck-Bohlen — Dollfus. 1903
48. Дополнения: Döllinger — Friedreich. 1904
49. Дополнения: Kaiser Friedrich III. — Hanstein. 1904
50. Дополнения: Harkort — v. Kalchberg. 1905
51. Дополнения: Kálnoky — Lindner. 1906
52. Дополнения: Linker — Paul. 1906
53. Дополнения: Paulitschke — Schets. 1907
54. Дополнения: Scheurl — Walther. 1908
55. Дополнения: Wandersleb — Zwirner. 1910
56. Указатель. 1912

## ADB в Сети
В мае 2003 года Историческая комиссия при Баварской академии наук и Баварская государственная библиотека выложила в бесплатный открытый доступ отсканированные страницы энциклопедии. Впоследствии эти сканы были распознаны, вычитаны и текст опубликован в открытом доступе. Также текст ADB выложен в немецкой Викитеке.